# Oxypetalum ostenii
Oxypetalum ostenii är en oleanderväxtart som beskrevs av Gustaf Oskar Andersson Malme. Oxypetalum ostenii ingår i släktet Oxypetalum och familjen oleanderväxter. Inga underarter finns listade i Catalogue of Life.